# Californium(III)-oxifluorid
Californium(III)-oxifluorid (CfOF) ist eine chemische Verbindung des Californiums.

## Darstellung und Eigenschaften
Californium(III)-oxifluorid wurde durch Hydrolyse von Californium(III)-fluorid (CfF3) bei hohen Temperaturen dargestellt. Es kristallisiert wie das Californium(IV)-oxid (CfO2) im kubischen Kristallsystem in der Fluorit-Struktur, wobei hier die Sauerstoff- und Fluoratome in zufälliger Verteilung auf den Anionenpositionen zu finden sind. Der Gitterparameter beträgt 556,1 ± 0,4 pm.